# Оук Гроув (Тексас)
Оук Гроув (енгл. Oak Grove) град је у америчкој савезној држави Тексас. По попису становништва из 2010. у њему је живело 603 становника.

## Демографија
Према попису становништва из 2010. у граду је живело 603 становника, што је 107 (15,1%) становника мање него 2000. године.
| Група             | 2000.       | 2010.       |
| Белци             | 665 (93,7%) | 559 (92,7%) |
| Афроамериканци    | 6 (0,8%)    | 16 (2,7%)   |
| Азијати           | 10 (1,4%)   | 1 (0,2%)    |
| Хиспаноамериканци | 24 (3,4%)   | 26 (4,3%)   |
| Укупно            | 710         | 603         |